# 송 (춘추 전국)
송(宋)은 주나라의 제후국이다. 작위는 공작(公爵)이며, 수도는 상구(商丘)이다.

## 역사

### 삼감의 난과 송의 분봉
상의 치세가 끝이 나자, 미자는 주무왕을 도와 상을 멸했다. 상(商)이 멸망한 뒤 주(周) 무왕(武王)은 상(商)의 민심을 달래고 유민(遺民)들을 통제하기 위해 주왕의 아들 무경(武庚) 녹보(祿父)를 상(商)의 도읍인 은(殷)에 봉분하였다. 주무왕은 무경(武庚)이 반란을 일으키지 못하도록 그 주위에 자신의 동생 관숙 선 · 채숙 도에게 감시 · 보좌를 맡겼는데, 이를 삼감(三監)이라 한다. 문헌자료에 따라 무경 · 관숙 · 채숙을 삼감이라고도 하고, 무경은 별도로 두고 무경의 감시자들을 삼감이라고 일컫기도 한다. 일부 문헌에서는 곽숙 처(霍叔處)를 더해 관숙, 채숙, 곽숙을 삼감이라고 하나, 많은 문헌에서는 삼감이라는 용어는 등장하지 않고 관숙, 혹은 관숙과 채숙만을 언급하기 때문에 실제로 감이 세 명 존재해서 삼감이라고 일컬었는지 의문을 제기하기도 한다. 이 때문에, 어떤 학설에서는 무경 · 관숙 · 채숙이 상나라의 유민들을 삼분하여 다스렸다고 하고, 또는 무경 · 관숙 · 채숙 · 곽숙이 사분하여 다스렸다고도 해 일정하지 않다. 그러나, 당시 주나라에서는 아직 상나라의 유민들을 다른 곳으로 이주시키지 않고 기존 거주지에 계속 살게 하면서 주나라 측의 감시만을 받게 한 것은 짐작할 수 있다.
기원전 1043년 무렵, 무왕(武王)은 주(周)를 건국한 지 3년 만에 죽고 성왕(成王)이 즉위하였다. 무왕(武王)의 갑작스런 죽음과 주공 단(周公旦)의 섭정에 관숙(管叔). 채숙(蔡叔)은 의구심을 품고 주공이 왕위를 빼앗을 것이라는 말을 퍼뜨렸고, 무경(武庚)과 연합하여 삼감의 난을 일으킨다. 관숙이 소문을 퍼뜨릴 무렵부터 주공은 소공 석, 제 태공과 연합하고, 아들 노후 백금을 노나라에 배치해 만일에 대비했고, 삼감의 난이 일어나자 진압에 나섰다. 상(商)의 유민들의 저항이 거세 전쟁은 3년 동안 계속되었고, 결국 주공이 이겨 녹보와 관숙을 죽이고 채숙은 내쫓았다. 이때 미자는 주공 단을 위해 반란을 진압하였다.
이에 주나라는 드디어 상나라의 유민에 대해 이주 정책을 펼쳤고, 그 결과 송나라가 봉건되었다. 주나라는 상나라의 유민을 둘로 나누어, 무경과 삼감이 나누어 통제하던 영역을 하나로 합치고 위(衛, 지금의 허난 성 치 현)나라를 봉건하고, 위(衛)에는 중심부 은(殷)에는 주무왕의 동생 강숙 봉(康叔封)을 세워 위(衛)나라가 성립하였고, 상(商)의 유민(遺民)들을 통제하였다. 후에 이 지역 공족들이 은수라는 지명을 따서 은(殷)씨가 되었다. 한편 상나라 유민 일부를 송(宋, 지금의 허난 성 상추 시)으로 옮겨서, 미자 계를 송공으로 삼고 통치를 맡겼다. 미자가 곧 사망하자, 동생으로 전헤지는 미중연(微仲衍)이 2대 군주로 즉위하였다. 한편 서주 시대의 청동기 중 상나라 유민의 문자가 나타나는 청동기의 분포를 분석해 보면, 송나라 이외에도 낙양 · 호경 등 주나라 기내에 많은 상나라 유민이 사치되었고, 주나라의 통제가 닿는 곳 각지에 상나라 유민의 흔적이 나타난 것으로 보아 주나라 전체에 걸친 상민(商民) 사민정책이 행해진 것으로 보인다.
7대 송 희공 시대에 공화를 맞았고, 11대 송 대공 치세에 춘추 시대로 들어섰다.

### 춘추 시대
기원전 9세기 무렵, 송 양공이 즉위하여 송의 국력을 신장하여, 제 환공의 사후 제후들의 회맹을 주도했다. 이를 불쾌하게 여긴 초 성왕은 회맹에 온 양공을 감금했고, 양공은 이를 설욕하기 위해 홍수(泓水)에서 초와 결전을 벌였지만 참패하고 말았다. 송양지인의 고사는 여기에서 유래한다. 홍수 전투 이후 진나라의 공자 중이가 송으로 망명을 왔고, 양공은 중이의 재능을 알아보고 좋은 대우를 해주었다. 훗날 송나라가 초나라에게 공격당하자, 진나라의 군주가 된 중이는 대군을 이끌고 송을 구원하였다.
이후 송나라는 초 목왕의 침입에 굴복한 잠깐의 기간을 제외하면 거의 항상 초나라와 진나라 사이에서 진나라 편을 들었다. 초 장왕의 침입 때에는 사람을 잡아먹어가면서까지 초나라에 항복하지 않고 싸웠다.
춘추시대 말기인 송 경공 대에는 조나라를 멸하고 송나라의 영토로 만들었다.

### 전국 시대
전국 시대 무렵, 진나라, 제나라에서와 유사하게, 신하가 군위를 빼앗는 사건이 일어났다. 곧 사성 자한(子罕)이라고도, 황희(皇喜)라고도 하는 송 척성군이 송 환공을 몰아내고 송공의 자리에 오른 것이다. 척성군은 송 대공의 후손으로, 이 사건을 두고 '대씨가 송나라를 취했다'라고 일컫는다.
척성군을 몰아내고 송공이 된 송 강왕은 쇠퇴하던 송나라를 강성하게 하여, 전국 칠웅과 마찬가지로 스스로 왕을 일컬었고, 초나라 · 제나라 · 위나라를 무찌르고 송나라의 강역을 넓히고 진나라와 손을 잡았다. 그러나 강왕은 점차 폭정을 행했고, 송나라에 땅을 빼앗긴 제나라 · 위나라 · 초나라가 힘을 합쳐 쳐들어와 기원전 286년 송나라는 멸망했다. 송나라의 영토는 제나라 · 위나라 · 초나라가 나눠가졌다.

## 역대 군주
| 대수 | 시호        | 이름        | 재위 기간                   |
| ---- | ----------- | ----------- | --------------------------- |
| 1    | 미자 (微子) | 계 (啓)     |                             |
| 2    | 미중 (微仲) | 연 (衍)     |                             |
| 3    |             | 계 (稽)     |                             |
| 4    | 정공 (丁公) | 신 (申)     |                             |
| 5    | 민공 (湣公) | 공 (共)     |                             |
| 6    | 양공 (煬公) | 희 (熙)     |                             |
| 7    | 여공 (厲公) | 부사 (鮒祀) | ? ~ 기원전 859년            |
| 8    | 희공 (僖公) | 거 (擧)     | 기원전 858년 ~ 기원전 831년 |
| 9    | 혜공 (惠公) | 한 (覵)     | 기원전 830년 ~ 기원전 800년 |
| 10   | 애공 (哀公) |             | 기원전 800년                |
| 11   | 대공 (戴公) | 백 (白)     | 기원전 799년 ~ 기원전 766년 |
| 12   | 무공 (武公) | 사공 (司空) | 기원전 765년 ~ 기원전 748년 |
| 13   | 선공 (宣公) | 력 (力)     | 기원전 747년 ~ 기원전 729년 |
| 14   | 목공 (穆公) | 화 (和)     | 기원전 728년 ~ 기원전 720년 |
| 15   | 상공 (殤公) | 여이 (與夷) | 기원전 719년 ~ 기원전 711년 |
| 16   | 장공 (莊公) | 빙 (馮)     | 기원전 710년 ~ 기원전 692년 |
| 17   | 민공 (閔公) | 첩 (捷)     | 기원전 691년 ~ 기원전 682년 |
| 18   |             | 유 (游)     | 기원전 682년                |
| 19   | 환공 (桓公) | 어열 (御說) | 기원전 681년 ~ 기원전 651년 |
| 20   | 양공 (襄公) | 자보 (玆父) | 기원전 650년 ~ 기원전 637년 |
| 21   | 성공 (成公) | 왕신 (王臣) | 기원전 636년 ~ 기원전 620년 |
| 22   |             | 어 (禦)     | 기원전 620년                |
| 23   | 소공 (昭公) | 저구 (杵臼) | 기원전 619년 ~ 기원전 611년 |
| 24   | 문공 (文公) | 포 (鮑)     | 기원전 610년 ~ 기원전 589년 |
| 25   | 공공 (共公) | 고 (固)     | 기원전 588년 ~ 기원전 576년 |
| 26   | 평공 (平公) | 성 (成)     | 기원전 575년 ~ 기원전 532년 |
| 27   | 원공 (元公) | 좌 (佐)     | 기원전 531년 ~ 기원전 517년 |
| 28   | 경공 (景公) | 란 (欒)     | 기원전 516년 ~ 기원전 469년 |
| 29   |             | 계 (啓)     | 기원전 469년                |
| 30   | 소공 (昭公) | 득 (得)     | 기원전 468년 ~ 기원전 404년 |
| 31   | 도공 (悼公) | 구유 (購由) | 기원전 403년 ~ 기원전 396년 |
| 32   | 휴공 (休公) | 전 (田)     | 기원전 395년 ~ 기원전 373년 |
| 33   | 벽공 (辟公) | 벽병 (辟兵) | 기원전 372년 ~ 기원전 356년 |
| 34   |             | 척성 (剔成) | 기원전 355년 ~ 기원전 329년 |
| 35   | 강왕 (康王) | 언 (偃)     | 기원전 328년 ~ 기원전 286년 |

## 역대 군주 가계도
- 송나라의 군주 가계도

## 같이 보기
- 미자
- 미중연
- 송강왕
- 척성군
- 남궁장만
- 제나라
- 송나라의 군주 가계도